# Area 38 di Brodmann
L'area 38 di Brodmann è una regione del lobo temporale del cervello umano. Si trova ai margini anteriori del lobo, conosciuti come polo temporale. A livello citoarchitettonico l'area 38 è una suddivisione della regione temporale della corteccia cerebrale. Si trova nella porzione rostrale della circonvoluzione temporale superiore e della circonvoluzione temporale media. È delimitata caudalmente dall' area temporale inferiore 20, l'area temporale centrale 21, l'area temporale superiore 22 e l'area 36. La citoarchitettonica e gli studi chemoarchitettonici affermano che contiene almeno sette sottoaree, una delle quali, "TG", è presente solo nell'uomo.  "Il significato funzionale dell'area TG non è noto, ma può essere associato ai complessi input percettivi delle risposte viscerali emotive. "
Quest'area è tra le prime colpite dalla malattia di Alzheimer e la prima coinvolta nell'epilessia del lobo temporale.